# Веранда
Верáнда е архитектурен елемент, представляващ полуотворено неотопляемо помещение с покрив и колони, вградено или пристроено към селски дом или жилищна сграда, или покрит вътрешен двор, който предпазва от пряка слънчева светлина стените на дома и позволява достъп от него навън под заслон. Често е върху дървени пиедестали и има собствено осветление.   На верандата може да се гледа като на голяма тераса с покрив. Възможно е да е остъклена. 
Според Оксфордския английски речник произходът на думата е индийски – от бенгалската дума baranda. 
Верандата може да означава и вид беседка или проход, който е прикрепен към долния етаж на лятна вила или къща и е убежище от слънцето в горещите дни, като същевременно служи за комуникация на жилището с градина или съседни сгради. 
Верандата може да означава и полуотворена или остъклена галерия под формата на беседка в градината, например „танцова веранда“.

## Модификации
Верандите и други подобни архитектурни елементи са много по-често срещани в жилищната архитектура в Съединените щати, отколкото в Централна Европа, например. Там се разграничават: 

### Чардак
Покрита площ, прикрепена към външната стена; покривът може да се поддържа на колони. Предназначени са за живеене и често са обзаведени с мебели. Могат да бъдат защитени от стени, мрежи против насекоми или прозорци, за да могат да се използват през цялата година. Терминът е по-често използван в северните Съединени щати.

### Веранда
Покрита зона, прикрепена към външната стена, често L-образна или по-сложно изградена около къщата; предназначени за живеене и често обзаведени с мебели; често с парапети; преходът между чардак и веранда е плавен, но терминът „веранда“ е по-често използван в южните Съединени щати.
- Отворен чардак
- Затворен чардак
- Чардак с комарници
- Веранда

### Портик (покрит вход)
Малка покрита площ пред входната врата (порта), винаги поддържана от колони, която акцентира върху входната зона и образува преходна зона между вътре и вън, особено в дъждовно време, но не е предназначена за престой.

### Портик за превоз
Подобен на портика, но по-голям и не е предназначен за пешеходци, а за хора, пристигащи с превозни средства; по-скоро пред страничните, отколкото пред главните входове.
- Малък портик
- Голям портик
- Портик за превоз